# Callagurschildpad
De callagurschildpad, ook wel Maleise rivierschildpad of bonte rivierschildpad (Batagur borneoensis) is een schildpad uit de familie Geoemydidae. De soort werd voor het eerst wetenschappelijk beschreven door Hermann Schlegel en Johannes Peter Müller in 1929. Oorspronkelijk werd de wetenschappelijke naam Emys borneoensis gebruikt.
De schildpad was lange tijd de enige soort uit het geslacht Callagur. De soort wordt tegenwoordig echter door onderzoek van Le et al. tot het geslacht Batagur gerekend.
De callagurschildpad is een van de 25 sterkst bedreigde schildpadden ter wereld.

## Uiterlijke kenmerken
De schildlengte van de meeste exemplaren is niet langer dan 60 centimeter, uitschieters kunnen meer dan 70 cm bereiken en dat zijn meestal vrouwtjes. Grotere exemplaren hebben een dito bek en kunnen zeer gemeen bijten. Het schild is ovaal en aan de voorzijde wat hoger, aan de achterzijde wat steiler, de schildrand is wat afgeplat. Opmerkelijk is de grote kop met varkens-achtige verlengde neusgaten, een aanpassing op een leven in dieper water. Buiten de paartijd zien mannetjes er hetzelfde uit als vrouwtjes, al blijven ze kleiner en is staart dikker en langer.
Tijdens de paartijd echter krijgen de mannetjes een bizar uiterlijk met zeer ongebruikelijke kleuren en patronen, zo wordt de huid van de kop zeer licht tot spierwit, en ontstaat er een zwartomrande, knalrode vlek op de snuit tussen de ogen, de bek is zwart gekleurd. Ook het schild is zeer lichtgeel tot bijna wit, en heeft op het midden een vlekkerige zwarte streep, met aan iedere zijde een kortere, vaak nog vlekkerige streep. De hoornplaten aan de schildrand hebben ieder een grote zwarte vlek, die soms versmolten zijn tot streep, vooral naar achteren toe. Door deze bizarre kleuren en tekeningen ziet de schildpad eruit alsof hij is 'geschminkt'. Er zijn wel meer soorten schildpadden die een dergelijk uiterlijk hebben, zoals de roodwang- en de geelwangschildpad, echter niet alleen in de paartijd, maar permanent. Ingrijpende kleurveranderingen in de paartijd is bij de reptielen alleen gebruikelijk bij de hagedissen, en juist zeer ongebruikelijk bij de schildpadden.

## Algemeen
De callagurschildpad komt voor in zuidelijk Thailand, westelijk Maleisië en in Indonesië is de soort te vinden op Sumatra en Borneo. De habitat bestaat uit wat diepere wateren als meren, grote rivieren en zelfs in zee kan de soort worden aangetroffen, al is het geen zeeschildpad. Er zijn wel meer soorten schildpadden die niet tot de zeeschildpadden of lederschildpadden behoren maar het toch in brak water of zelfs enige tijd in zee uithouden, maar deze soort zet zelfs de eieren af op dezelfde stranden als zeeschildpadden en is kilometers van zoetwater te vinden. De natuurlijke habitat bestaat uit lagunes en moerassen die in verbinding staan met de zee, de soort heeft een hoge zouttolerantie. Van de juvenielen is bekend dat ze enkele weken in zeewater kunnen overleven en dat is uitzonderlijk voor zoetwaterschildpadden. Omdat de meeste juvenielen op het strand uit het ei kruipen, moeten ze langs de kust op zoek naar rivieren waar ze meer stroomopwaarts trekken en opgroeien. Het voedsel van volwassen exemplaren bestaat volledig uit planten, er worden soms wel dieren gegeten maar waarschijnlijk is dit onbedoelde 'bijvangst' en de schildpad jaagt niet actief op prooien. Juvenielen eten wel vlees, soms fruit en planten.